# Schlesinger Sámuel (orvos)
Schlesinger Sámuel (Pozsony, 1815. – Bécs, 1891. március 19.) orvosdoktor.

## Élete
Az orvosi tudományokat a bécsi egyetemen hallgatta és ott lett orvosdoktor és gyakorló orvos. Az orvosi gyakorlattal azonban fölhagyott és magányba vonultan a tudománynak élt. Az elsők között tudományosan foglalkozott a spiritizmussal, a magnetizmussal és a telepátiával. Könyvtára számos ilyen munkát foglalt magában és ezen tárgyakban a legnagyobbak egyike volt. 
Az említett szakismereteiről sokat írt a folyóiratokba; ezeken kívül kortársairól életrajzi tárcacikkeket közölt a Neue Freie Presseben.